# Дубровино (Романовський район)
Дубро́вино (рос. Дубровино) — село у складі Романовського району Алтайського краю, Росія. Адміністративний центр та єдиний населений пункт Дубровинська сільської ради.

## Населення
Населення — 537 осіб (2010; 720 у 2002).
Національний склад (станом на 2002 рік):
- росіяни — 78 %